# コヴェントリー・クライマックス

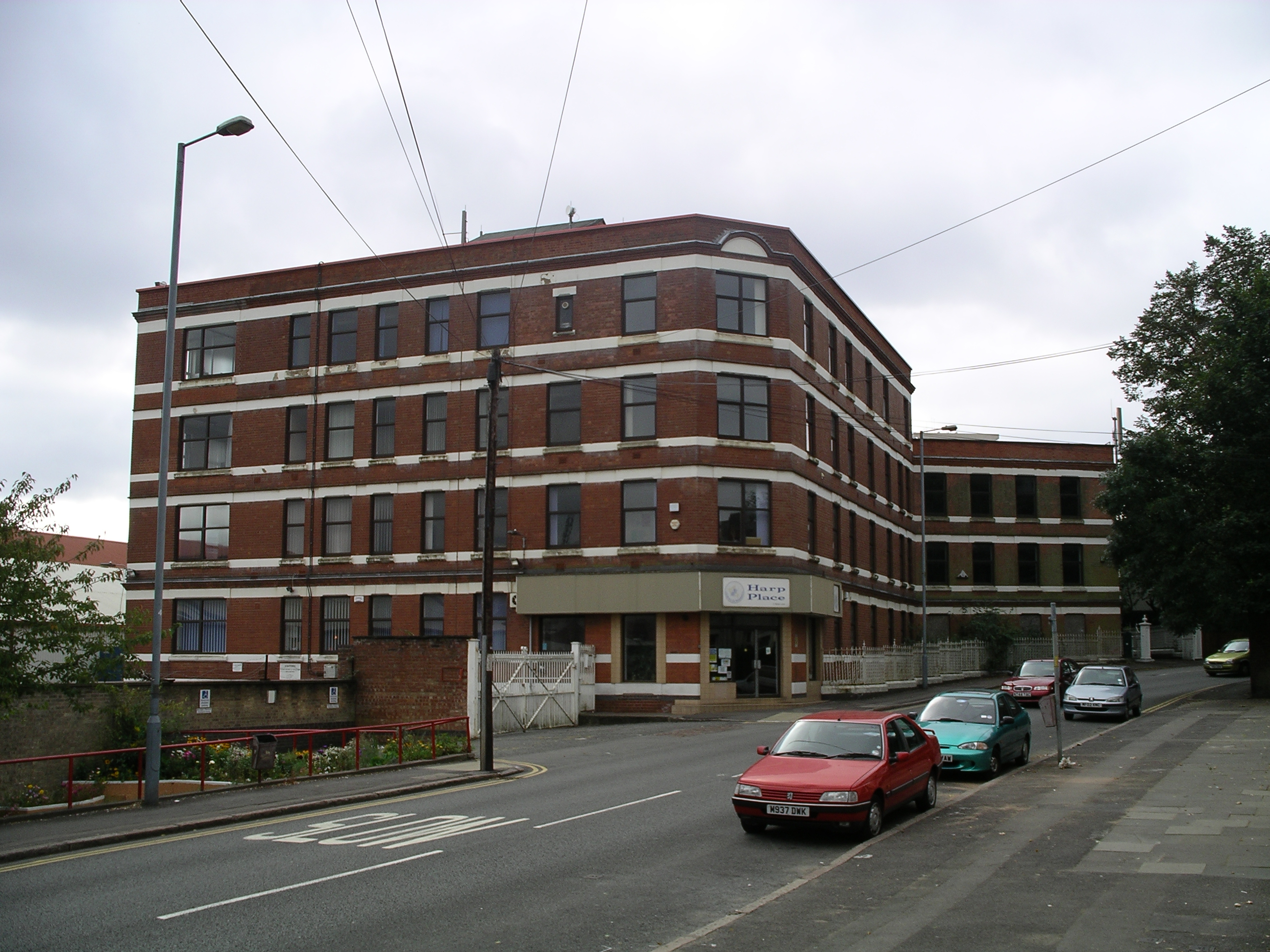
元本社ビル

コヴェントリー・クライマックス（Coventry Climax）は、イギリスのフォークリフトや消防ポンプ用のエンジンメーカーであったが、後にレーシングエンジンビルダーにもなった。

## 概要
1903年にリー・ストロイヤーによって創業。フォークリフトや消防ポンプ用のエンジンメーカーとして成功し、1963年にジャガーに買収された。その後会社が売却を繰り返したため、会社名が変わるという事態にも直面した。

## 歴史

### F1参戦前
1950年2月にジャガーのエンジニアであったウォルター・ハッサン(Walter Hassan)が、消防用ポンプのメーカーであったコヴェントリー・クライマックス社に入社し、まずFW(Feather Weight,羽のように軽いの意味)と言うコードネームを持つ、直列4気筒で1020ccの排気量を持ち3500回転で39馬力を発生する消火ポンプエンジンを作成した。
そしてこのエンジンが1953年のアールス・コート・モーターショーに出展されると、それまでフォードやMGの市販車エンジンをチューニングしてレースに臨んでいたクーパーやロータスなどのコンストラクターが、是非スポーツカー・レース用にこのエンジンをベースとした高性能エンジンを使いたいとクライマックス社へ要望した。
彼らの要望に応える形で、クライマックス社はFWエンジンを改造したFWA(Aはオートモビル・1100cc/6500回転/75馬力)エンジンを生産する事を決めた。これは世界で最初の市販レーシングエンジンで価格は250ポンドであった。
クライマックス社は、レーシングエンジンの常として特別にチューニングしたエンジンを要求する顧客の要望には一切応じず、首尾一貫して常に同一レベルの性能を持ったエンジンを公平に顧客に販売し続けるという姿勢を崩さなかった。(これに対して自社チューンを施してエンジンの性能を上げようとしたのが、コーリン・チャップマンとスターリング・モスだった。但しクライマックス社のベンチ上でブローアップする羽目に。)
続いてFWAは1956年に当時のF2に適した排気量を持つFWB(1460cc/6000回転/100馬力)というエンジンに拡大されてクーパーのシャーシに搭載され、ロイ・サルバドリのドライビングにより大活躍する事となった。
また、このFWAとFWBの部品を流用して作られたのがロータス・エリートのエンジンであるFWEである(Eはエリートの意味)。
これより先、1952年にFIAは1954年シーズンからF1のエンジンレギュレーションを2.5リッター自然吸気もしくは0.75リッター過給とする事を発表した。クライマックス社の社長レオナルド・リー(Leonard Lee)氏は、消火ポンプエンジン転用ではなく、本格的な2.5リッターグランプリエンジンを開発すべく、ウォルター・ハッサンへ指示した。
このエンジンはV8で250馬力のパワーを出す事を目標とし、コードネームはFPE(Fire Pump Engine)と名付けられた。（この名称はライバルであるフェラーリやマセラッティ及びメルセデス・ベンツなどへその意図をカモフラージュする為に付けられた。）
しかし、開発が進むにつれ250馬力から264馬力程度の出力を示していたFPEに比べて、すでにライバル達が発表していた馬力はそれを上回り、”勝ちうるエンジンでなければ売らない”というクライマックス社の基本方針に従って開発は中止された。（しかしこれはライバルの発表を信用しすぎた事となっていた事が1954年シーズン終わりに判明した。）
このプロジェクトの中止に伴い、せっかく開発されたFPEの経験を生かして本格的な1.5リッターF2エンジンを開発する事が決定され、V8のFPEを丁度片側だけにしたFPF（Eの次でF）エンジンが誕生した。このエンジンは1475cc/7300回転/141馬力の性能を持ち、11.9kg/cm3という最大トルクに近いトルクを4000から7500回転まで発揮し、有効パワーバンドが広いというクライマックスエンジンの特徴はその後のシリーズに受け継がれる事となった。

### F1
1957年にFWBと2,000ccにスケールアップされたFPFをクーパーに供給してF1参戦開始。1958年にはFPFエンジンの排気量は2,200ccまで拡大され、194馬力/6,250回転の出力を発生。信頼性は高いものの、2,500ccエンジンに比べると非力な感は否めなかった。しかし、ミッドシップにクライマックスエンジンを搭載したクーパーは、十分な戦闘力を発揮した。
1959年にはシリンダーブロックが設計しなおされて2,500ccのFPFエンジンが開発された。240馬力/6,750回転の出力を発生した。依然としてフェラーリなどのイタリア勢には及ばなかったが、この新エンジンはクーパーのほかにロータスにも供給された。クーパー・クライマックスをドライブしたジャック・ブラバムが1959年と1960年の2年連続でチャンピオンを獲得した。
1961年からは、NAエンジンの排気量が1,500cc以下に縮小された。これに対応したエンジンが間に合わなかったため、F2用エンジンの改造版である4や1,500ccに縮小したFPFが暫定的に使用された。このとき、エンジンとシャーシのフルコンストラクターであったBRMにも、BRM自身のエンジン開発の遅れからクライマックスエンジンが供給された。
FWMVエンジンは1,500cc規定に対応したエンジンとして1961年後半にデビュー。当初はウェーバーのキャブレターを使用していたが、1963年以降はルーカスの燃料噴射装置に変更されている。このエンジンを使用したジム・クラークが1963年にワールドチャンピオンを獲得した。
1964年には2バルブから4バルブに変更されると同時にショートストローク化された。4バルブエンジンは2バルブタイプよりも出力の面で優れていたが、信頼性が低く、ロータスとブラバムに供給されるにとどまった。しかし、クラークはこのエンジンをうまく使いこなし、1965年に再びワールドチャンピオンを獲得した。この頃には水平対向16気筒仕様のFWMWエンジンも開発していたが、ベンチテストで従来のV8エンジンの出力には及ばず、1,500cc規定が1965年をもって終了することもあり、実戦に投入されることはなかった。
1966年に再びエンジン規定が変更され、NAエンジン排気量は最大3,000ccまでと規制が緩和された。このような度々のエンジン排気量規定変更のレギュレーションや資金難などがあり、コヴェントリー社はNA3,000ccエンジンを開発しないことを表明した。従来のクライマックスエンジンユーザーは新エンジンを見つけるまでの間、FWMVやFPFを排気量アップしたエンジンでその場をしのいだ。コヴェントリー・クライマックスは1969年にF1から完全に撤退した。

## スペック

### FWB
- 直4エンジン、2バルブSOHC、自然吸気
- 排気量1,500cc
- 1957年に使用。
- 1953年にレースカー用エンジンとして開発された1,097ccエンジンであるFWAをストローク・ボア共に拡大したもの。FWBという名称はFWエンジンのBバージョンである。FWEまで存在する。

### FPF
- 直4エンジン、2バルブDOHC、自然吸気

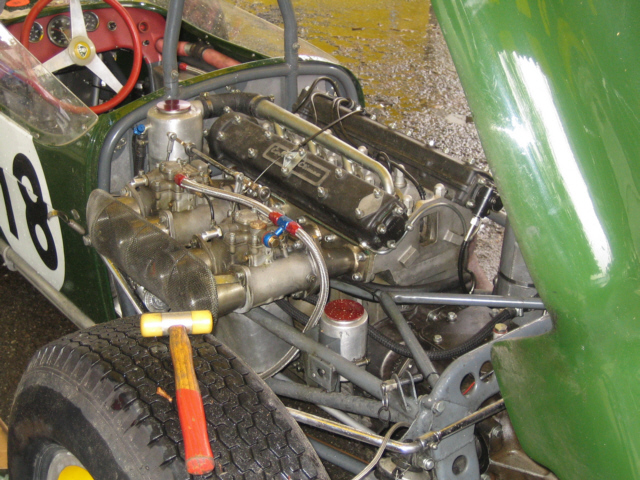
ロータス 18に搭載されたFPFエンジン

- 排気量1,500、2,000、2,200、2,500、2,800cc
- 1957年-1961年、1966年、1968年-1969年に使用。
- FPFは基本的にFWBの改良版である。

### 4
- 直4エンジン、2バルブDOHC、自然吸気
- 排気量1,500cc
- 1961年-1963年、1965年に使用。
- FWMVがデビューするまでのつなぎのエンジン。F2用のエンジンを改造したものである。

### FWMV

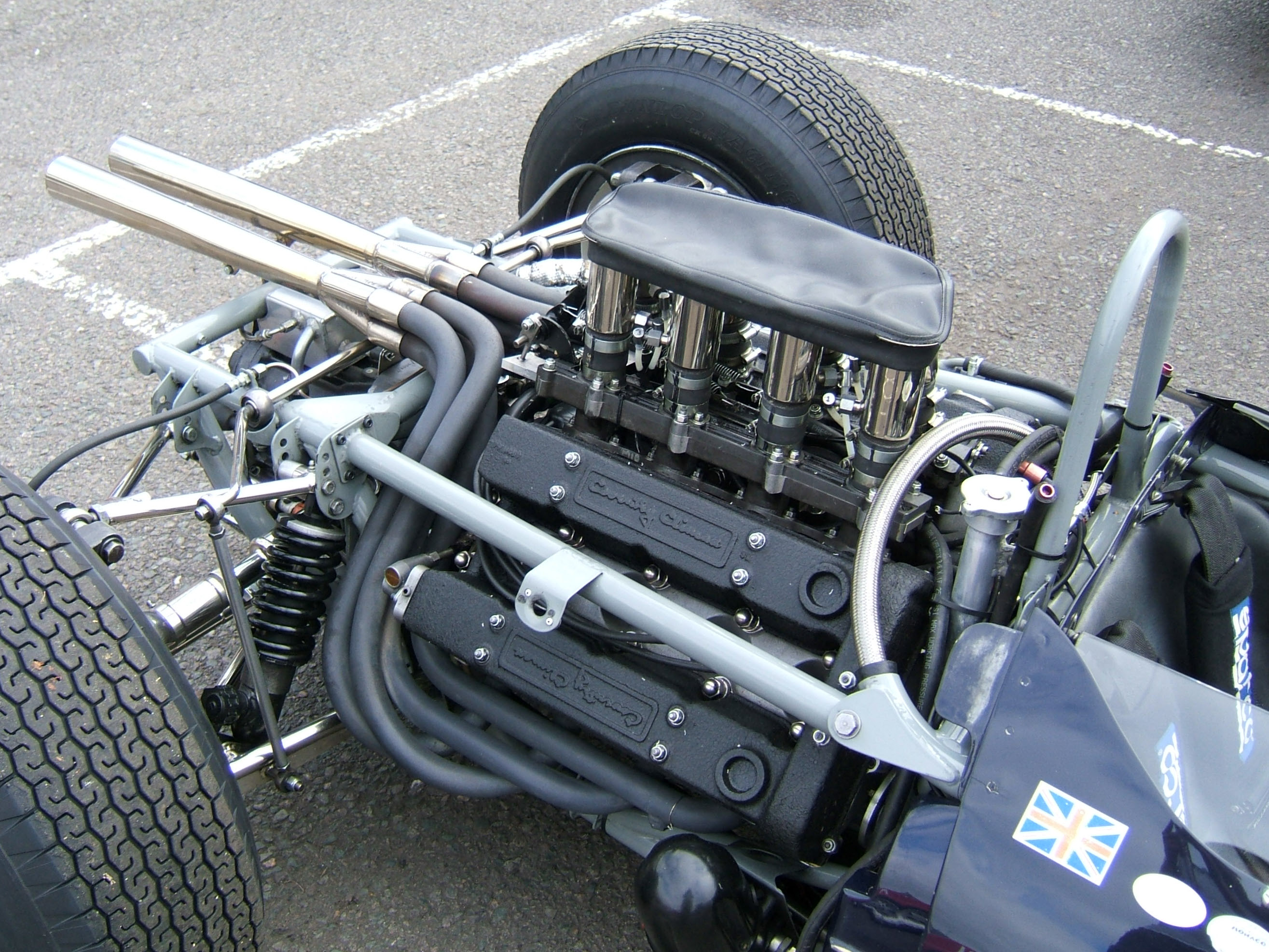
クーパー T66に搭載されたFWMVエンジン

- V型8気筒エンジン、2バルブor4バルブDOHC、自然吸気
- 排気量1,500、2,000cc。
- キャブレター ウェーバー/ルーカス
- 1961年-1967年に使用。
- 1964年以降4バルブに。
- 1966年に使用された2,000ccエンジンはストロークを拡大している。

### FPE（Godiva）
- V型8気筒エンジン、2バルブSOHC、自然吸気
- 排気量3,000cc。
- 1966年に使用。

## 記録
- F1での優勝回数　40回
- 初優勝　1958年アルゼンチンGP　
  - ドライバー　スターリング・モス
  - コンストラクター　クーパー（ロブ・ウォーカー・レーシングチーム）
- 最後の優勝　1965年ドイツGP
  - ドライバー　ジム・クラーク
  - コンストラクター　ロータス
- ドライバーズチャンピオン　4回 
  - 1959年（ジャック・ブラバム）, 1960年（ジャック・ブラバム）, 1963年（ジム・クラーク）, 1965年（ジム・クラーク）
- コンストラクターズチャンピオン　4回 
  - 1959年（クーパー）, 1960年（クーパー）, 1963年（ロータス）, 1965年（ロータス）
  - ただし、ドライバー、コンストラクターのタイトルはエンジンメーカーには与えられない。

## 供給チーム(F1)
プライベーターチームのみ使用した年を含む。
- クーパー （1957年-1967年）
- ロータス （1958年-1967年）
- フライ（英語版） （1959年）
- BRM （1961年）
- ギルビー（英語版） （1961年）
- ファーガソン（英語版） （1961年）
- JBW （1961年）
- エメリソン（英語版） （1961年-1962年）
- ローラ （1962年-1963年）
- ブラバム （1962年-1968年）
- LDS（英語版） （1965年、1967年）
- イーグル （1966年-1969年）
- シャノン（英語版） （1966年）